# 乙羽映見
乙羽 映見（おとはね えみ、7月27日 - ）は、元宝塚歌劇団花組の娘役。
大分県大分市、市立碩田中学校出身。身長165cm。血液型A型。愛称は「Emi」、「えみちぃ」。

## 来歴
2008年、宝塚音楽学校入学。
2010年、宝塚歌劇団に96期生として入団。入団時の成績は5番。月組公演「THE SCARLET PIMPERNEL」で初舞台。その後、花組に配属。
2015年のショー「Melodia」で初のエトワールに抜擢。その後も歌手として多く起用され、2019年11月24日、明日海りお退団公演となる「A Fairy Tale／シャルム!」東京公演千秋楽をもって、宝塚歌劇団を退団。

## 人物
学生時代は陸上部に所属し、短距離走とハードルをしていた。
宝塚初観劇は2001年月組全国ツアー公演「大海賊／ジャズマニア」。男役と娘役の華やかさ、綺麗さに圧倒され、自分もこの煌びやかな舞台に立ちたいと思い、音楽学校受験を決意した。

## 宝塚歌劇団時代の主な舞台

### 初舞台
- 2010年4 - 5月、月組『THE SCARLET PIMPERNEL（スカーレット ピンパーネル）』（宝塚大劇場のみ）

### 花組時代
- 2010年7 - 10月、『麗しのサブリナ』『EXCITER!!』
- 2010年11 - 12月、『CODE HERO／コード・ヒーロー』（バウホール・日本青年館） - 客の女
- 2011年2 - 4月、『愛のプレリュード』『Le Paradis（ル パラディ）!!』
- 2011年6 - 9月、『ファントム』 - メイド
- 2011年10 - 11月、『カナリア』（ドラマシティ・日本青年館） - ポリーヌ
- 2012年1 - 3月、『復活-恋が終わり、愛が残った-』『カノン』
- 2012年5月、『近松・恋の道行』（バウホール・日本青年館） - お初[4]
- 2012年7 - 10月、『サン＝テグジュペリ』 - 新人公演：デージィー（本役：仙名彩世）『CONGA!!』
- 2012年11 - 12月、蘭寿とむコンサート『Streak of Light-一筋の光…-』（日本青年館・ドラマシティ）
- 2013年2 - 5月、『オーシャンズ11』 - 新人公演：サファイア（3ジュエルズ）（本役：菜那くらら）[4]
- 2013年6月、『フォーエバー・ガーシュイン』（バウホール） - エミリー／Note
- 2013年8 - 11月、『愛と革命の詩（うた）-アンドレア・シェニエ-』 - イデア・ド・レグリエ、新人公演：アリーヌ・ヴァラン（本役：華耀きらり）『Mr. Swing!』
- 2013年12月、『New Wave!-花-』（バウホール）
- 2014年2 - 5月、『ラスト・タイクーン -ハリウッドの帝王、不滅の愛-』 - 或る女、新人公演：オードリー（本役：桜帆ゆかり）『TAKARAZUKA ∞ 夢眩』
- 2014年6 - 7月、『ノクターン-遠い夏の日の記憶-』（バウホール） - タマラ
- 2014年8 - 11月、『エリザベート-愛と死の輪舞（ロンド）-』 - 女官／娼婦、新人公演：リヒテンシュタイン伯爵夫人（本役：芽吹幸奈）[4]
- 2015年1月、『Ernest in Love』（東京国際フォーラム） - ロンドン市民／農民／メイド
- 2015年3 - 6月、『カリスタの海に抱かれて』 - 新人公演：アニータ・ロッカ（本役：美穂圭子）『宝塚幻想曲（タカラヅカ ファンタジア）』
- 2015年7 - 8月、『ベルサイユのばら-フェルゼンとマリー・アントワネット編-』 - 侍女『宝塚幻想曲（タカラヅカ ファンタジア）』（梅田芸術劇場・台北国家戯劇院）
- 2015年11 - 12月、『新源氏物語』 - 新人公演：朧月夜（本役：仙名彩世）『Melodia-熱く美しき旋律-』（東京宝塚劇場のみ） 初エトワール[注釈 1][4]
- 2016年2 - 3月、『Ernest in Love』（梅田芸術劇場・中日劇場） - ロンドン市民／農民／メイド／フィナーレの歌手
- 2016年4 - 7月、『ME AND MY GIRL』 - 新人公演：ディーン・マリア公爵夫人（本役：桜咲彩花／仙名彩世）[注釈 2]
- 2016年8月、『Bow Singing Workshop〜花〜』（バウホール）
- 2016年11 - 2017年2月、『雪華抄（せっかしょう）』『金色（こんじき）の砂漠』 - 砂の女、新人公演：賊の女ラクメ（本役：花野じゅりあ）
- 2017年3 - 4月、『MY HERO』（TBS赤坂ACTシアター・ドラマシティ） - エマ・スマイリー
- 2017年6 - 8月、『邪馬台国の風』 - イサラギ『Santé!!』 トリプルエトワール
- 2017年10月、『ハンナのお花屋さん-Hanna's Florist-』（TBS赤坂ACTシアター） - サラ・ウォーレン
- 2018年1 - 3月、『ポーの一族』 - バラの巫女
- 2018年5月、『あかねさす紫の花』 - 小月『Sante!!』（博多座） トリプルエトワール
- 2018年7 - 10月、『MESSIAH（メサイア）-異聞・天草四郎-』 - 波の精『BEAUTIFUL GARDEN-百花繚乱-』
- 2018年11 - 12月、『メランコリック・ジゴロ』 - イレーネ『EXCITER!!2018』（全国ツアー） Wエトワール
- 2019年2 - 4月、『CASANOVA』 - メルクリオ
- 2019年6月、『恋スルARENA』（横浜アリーナ）[4]
- 2019年8 - 11月、『A Fairy Tale -青い薔薇の精-』 - Mysterious Lady（謎の貴婦人）／デーヴァ『シャルム!』 退団公演[5][4]

### 出演イベント
- 2013年6 - 7月、宝塚巴里祭2013『La Chanson de Paris 99』[6]
- 2016年9月、轟悠ディナーショー『Prelude of Yū』[7]
- 2019年5月、鳳月杏ディナーショー『NEXT ONE』[4]